# Film biograficzny

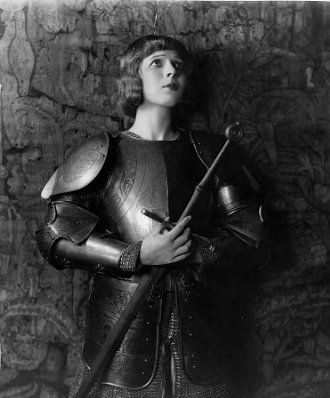
Kadr z filmu biograficznego o Joannie d’Arc

Film biograficzny – gatunek kina fabularnego, opowieść filmowa, której tematem jest życie i działalność sławnych ludzi: artystów, uczonych, mężów stanu, wybitnych przywódców, bohaterów narodowych itp.
Uprawiany z powodzeniem już w okresie kina niemego, zyskał szczególną popularność w kinie dźwiękowym, dzięki serii biografii filmowych wyprodukowanych przez hollywoodzką wytwórnię Warner Bros.

## Przykłady
Przykłady filmów biograficznych:
- Kościuszko pod Racławicami (1913)
- Pasteur (1936)
- Życie Emila Zoli (1937)
- Kościuszko pod Racławicami (1938)
- Juarez (1939)
- Curie-Skłodowska (1943)
- Joanna d’Arc (1948)
- Kleopatra (1963)
- Brat Słońce, siostra Księżyc (1972)
- Śmierć prezydenta (1977)
- Człowiek z laską czyli portret człowieka praktycznego (1978)
- Gandhi (1982)
- Amadeusz (1984)
- Moja lewa stopa (1989)
- Modrzejewska (1989)
- The Doors (1991)
- Chaplin (1992)
- Evita (1996)

- Jeremiasz (1998)
- Człowiek z księżyca (1999)
- Przerwana lekcja muzyki (1999)
- Erin Brockovich (2000)
- Siła i honor (2000)
- Piękny umysł (2001)
- Frida (2002)
- Chopin. Pragnienie miłości (2002)
- Pianista (2002)

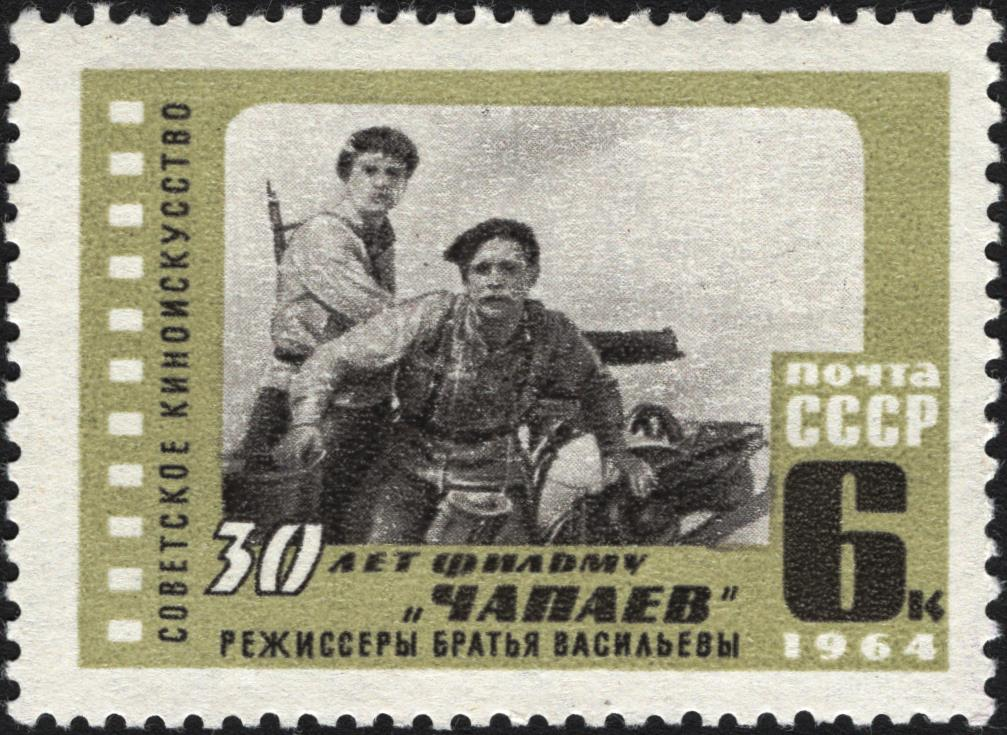
Czapajew

- Karol. Człowiek, który został papieżem (2005)
- Capote (2005)
- Popiełuszko. Wolność jest w nas (2009)
- Lincoln (2012)
- Wałęsa. Człowiek z nadziei (2013)
- Wielki Liberace (2013)
- Jack Strong (2014)
- Teoria wszystkiego (2014)
- Bogowie (2014)
- Maria Skłodowska-Curie (2016)
- Sztuka kochania. Historia Michaliny Wisłockiej (2017)
- Bohemian Rhapsody (2018)
- Piłsudski (2019)